# الکهورن (ویرجینیای غربی)
الکهورن (به انگلیسی: Elkhorn) یک منطقهٔ مسکونی در ایالات متحده آمریکا است که در شهرستان مک‌داول، ویرجینیای غربی واقع شده‌است. الکهورن ۶۰۵٫۹۵ متر بالاتر از سطح دریا واقع شده‌است.